# Міністерство сільськогосподарського джихаду (Іран)
Міністерство сільськогосподарського джихаду (перс. وزارت جهاد کشاورزی) — на теперішній час (2013 рік) урядова організація Ісламської Республіки Іран, що відповідає за підтримання та розвиток сільського господарства країни. 
Створена в 2001 році шляхом об'єднання організації «Будівельний джихад» та Міністерства сільського господарства.